# Desoxyribonucleotide

Structuurformule van desoxyadenosinetrifosfaat (dATP) in de geprotoneerde vorm.

Een desoxyribonucleotide is een nucleotide waarin een purine- of pyrimidinebase is gekoppeld aan een desoxyribosemolecule. De base kan adenine, cytosine, guanine, thymine of uracil zijn. Met de desoxyribosemolecule zijn naargelang de functie nog één, twee of drie fosfaatgroepen veresterd.
De stikstofbase is steeds verbonden met het 1'-koolstofatoom van het desoxyribose, terwijl de fosfaatgroep veresterd is met het 5'-koolstofatoom.
Desoxyribonucleotiden vormen de basisstructuur van het DNA (desoxyribonucleïnezuur). Ze zijn via een fosfodi-esterbinding met elkaar verbonden.